# 菖蒲河
39°54′25″N 116°23′48″E / 39.907072°N 116.396561°E

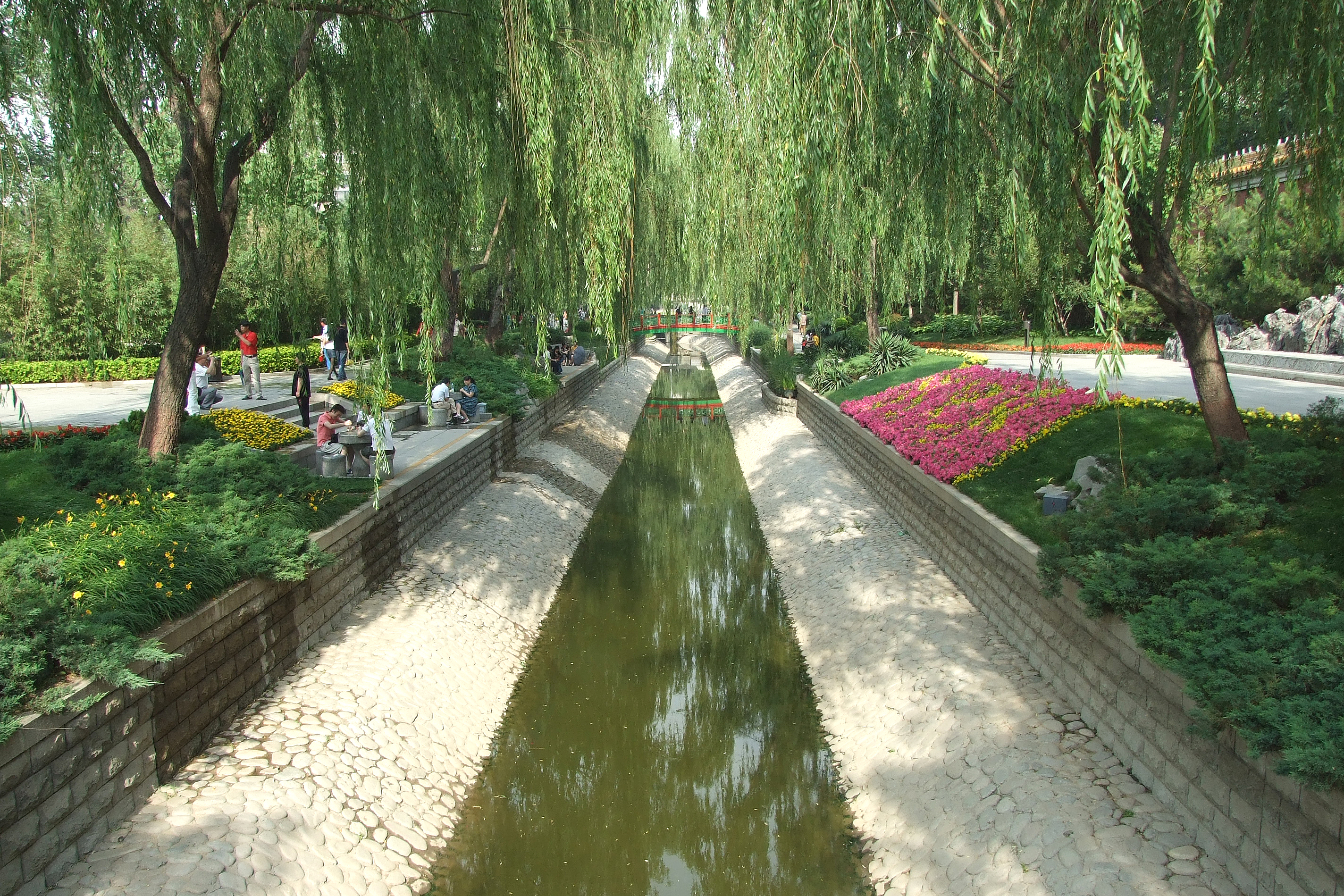

菖蒲河，又称外金水河，是北京城区的一条河沟，为北京御河的一部分。因河中生長植物菖蒲而得名。

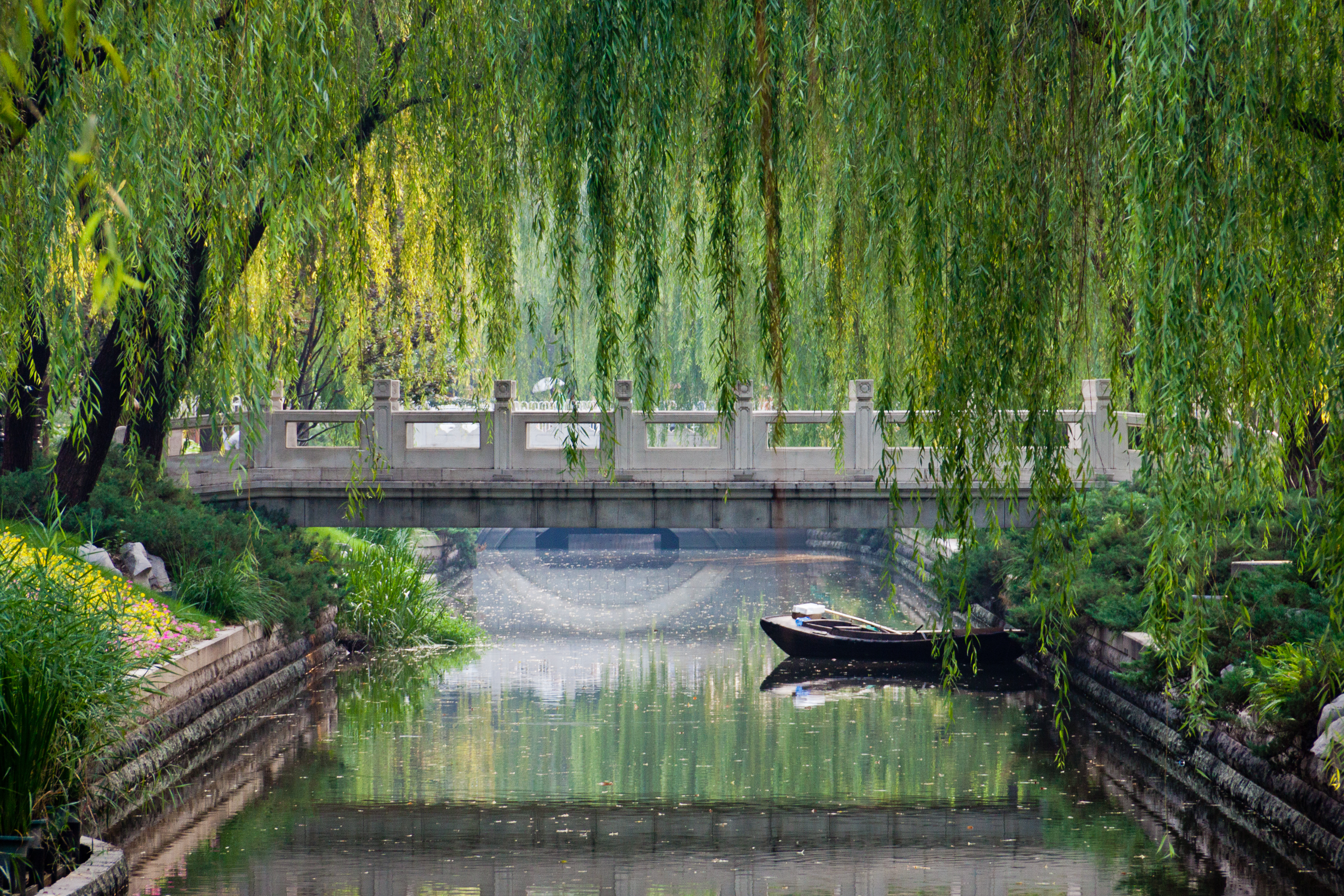

发源于旧时紫禁城的中海。1956年起加盖改为暗渠。目前为菖蒲河公园。